# 蒸焗魚腸

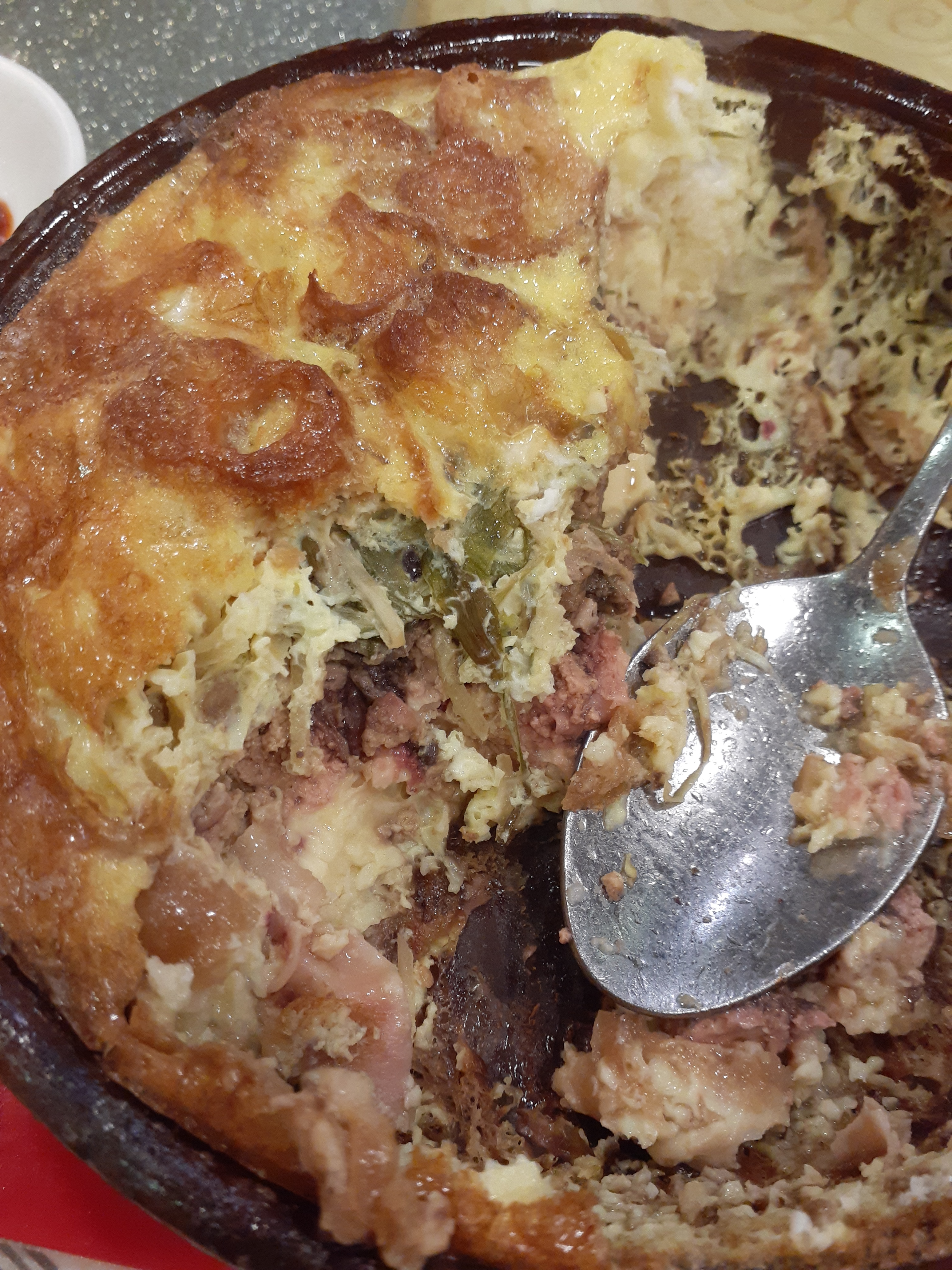
鯇魚腸蒸蛋

蒸焗魚腸又稱砵仔焗魚腸、瓦缽焗魚腸、魚腸蒸蛋，是一道順德菜，以鯇魚腸、鯇魚肝、雞蛋焗成，通常以瓦砵盛載。

## 做法
魚腸先撕去黃衣和脂肪，以白醋醃過後，與雞蛋、粉絲、陳皮絲、碎欖角、碎芫荽、魚肝混和後舖上切片油條蒸至將熟，掃上雞蛋黃焗至表面金黃即成。
砵仔焗魚腸的材料成本不高，但由於準備工夫繁複，加上魚腸屬不健康的高脂食材，所以近年只有少數菜館才會提供。